# Carolina López Fernández
Carolina López Fernández   (Tinéu, 1985) és una arquitecta tècnica i política asturiana, designada aspirant a la presidència del Principat d'Astúries per Vox en les eleccions autonòmiques de 2023.

## Biografia
Va néixer a Tinéu, filla d'empresaris hostalers i neta de ramaders. Va estudiar un grau superior de Delineació a l'Institut Doctor Fleming d'Oviedo. És arquitecta tècnica per l'Escola Politècnica Superior de Zamora de la Universitat de Salamanca, i té el postgrau Real Estate Risk certificate - Real state analyst per l'European Institute of Real Estigues Analysis.

## Trajectòria política
Va ser el cap de llista de Vox a l'alcaldia de Tinéu a les eleccions municipals de maig de 2019, i va ser elegida regidora i portaveu del seu partit.
El 19 de gener de 2023 va ser triada per la directiva de Vox com a cap de llista de la formació en les eleccions a la Junta General del Principat d'Astúries de maig de 2023. En aquestes eleccions Vox va aconseguir quatre escons, el doble que el 2019, i López va passar ser diputada i portaveu del grup parlamentari en la dotzena legislatura de la Junta General.
També va formar part de la llista del partit a les eleccions al Parlament Europeu de 2024, com a número 42.